# Chèvre Boer
Pour les articles homonymes, voir Boer.
La chèvre Boer est une race caprine originaire d'Afrique du Sud. Elle s'est développée sur tous les continents pour sa grande capacité à fournir de la viande.

## Origine
Elle est apparue au début des années 1900 dans la province du Cap-Oriental en Afrique du Sud. Les éleveurs ont commencé à sélectionner une chèvre démontrant une bonne conformation bouchère, une croissance et une prolificité élevées, un pelage court blanc sur le corps et rouge sur la tête et le cou. Ces éleveurs ont ainsi développé une chèvre spécifiquement bouchère qu'ils ont appelés en langue afrikaans « Boerbok », signifiant « Chèvre du fermier ». Elle provient du métissage de nombreuses races présentes en Afrique du Sud à cette époque : nubienne, saanen, toggenburger, voire angora.
En 1993, la génétique Boer est apparue au Canada pour la première fois en Amérique du Nord. C'est en 1995 que plusieurs éleveurs ont formé l'Association canadienne de la chèvre Boer (CBGA) et qui ont assuré la responsabilité d'enregistrer la chèvre de race Boer sous les directives de la Loi canadienne des animaux de race pure. Depuis ce temps, il y a eu un intérêt marqué pour cette race de chèvre.

## Morphologie

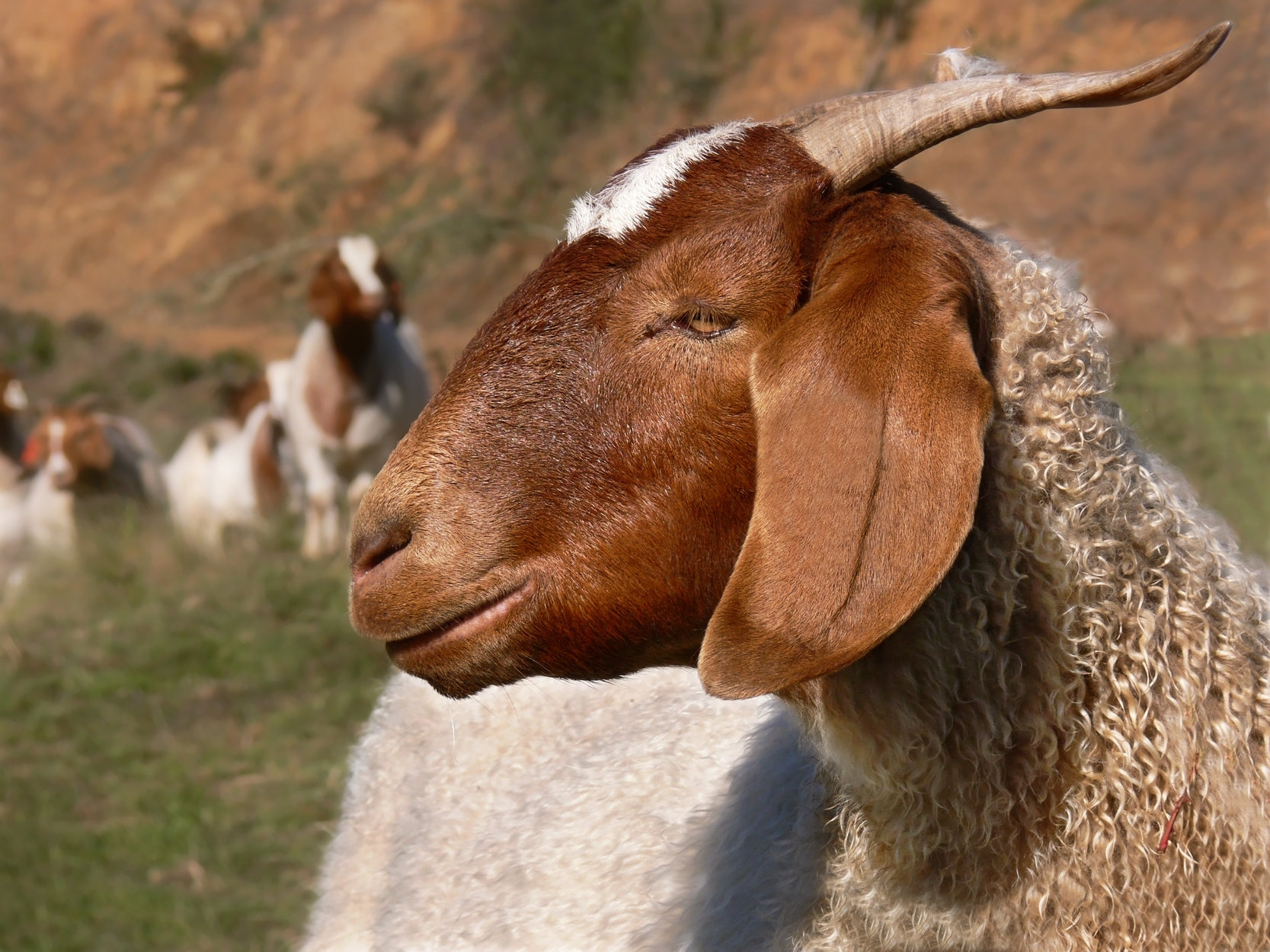
Tête typique de boer.

La couleur de la robe est hétérogène car elle provient du métissage de plusieurs races. La sélection s'est opérée sur des critères non esthétiques. Les deux sexes portent deux cornes en arrière et de larges et longues oreilles pendantes. Toutefois, les animaux élevés en Amérique sont majoritairement blanc à cou et tête tachés de rouge. Le pelage peut être ras ou laineux et bouclé.
La silhouette est massive avec des cuisses musclées. C'est une race de taille plutôt grande et lourde. La chèvre mesure 78 cm de moyenne pour 94 kg. Le bouc a la même taille pour 20 kg de plus.

## Reproduction
Les chevrettes atteignent leur puberté entre 5 et 6 mois pour un poids vif de 27 à 30 kilogrammes. La Boer ne présente pas de réel anœstrus saisonnier mais son activité sexuelle est néanmoins plus importante en jours courts. La prolificité varie de 1,6 à 2,1 selon la saison et 7 à 15 % des chèvres sont susceptibles de donner naissance à des triplets. La durée moyenne de gestation est de 148 + 4 jours. L’augmentation de la taille de la portée peut avancer la date de mise bas de 1 à 2 jours. Les Boers sont réputées pour leur très haute fertilité qui atteint les 98 % dans de bonnes conditions d’élevage. Cependant, la chèvre Boer n'est pas réputée pour ses qualités maternelles.
Les jeunes boucs peuvent être utilisés pour la reproduction dès l'âge de 6 mois et saillir 15 chèvres. À 9 mois, ils sont capables de saillir 30 chèvres. Les chèvres se reproduisent sans problème jusqu’à 10 ans et plus. Il est noté que les chevreaux sont particulièrement actifs à la tétée. Il est fréquent que les jeunes naissent avec le bout de l’oreille pliée. Bien que cela n’influence en rien leurs performances zootechniques, il est possible de corriger ce défaut en intervenant dans les 48 premières heures. Il suffit de tirer sur l’extrémité de l’oreille et de la maintenir dans cette position étendue quelques jours avec un ruban adhésif.
Aux États-Unis et au Canada, les bons reproducteurs se vendent entre 1 000  et   3 500 dollars pièce, voire plus. Certaines importations d'Afrique du Sud sont montées à plusieurs dizaines de milliers de dollars US.

## Performances de croissance

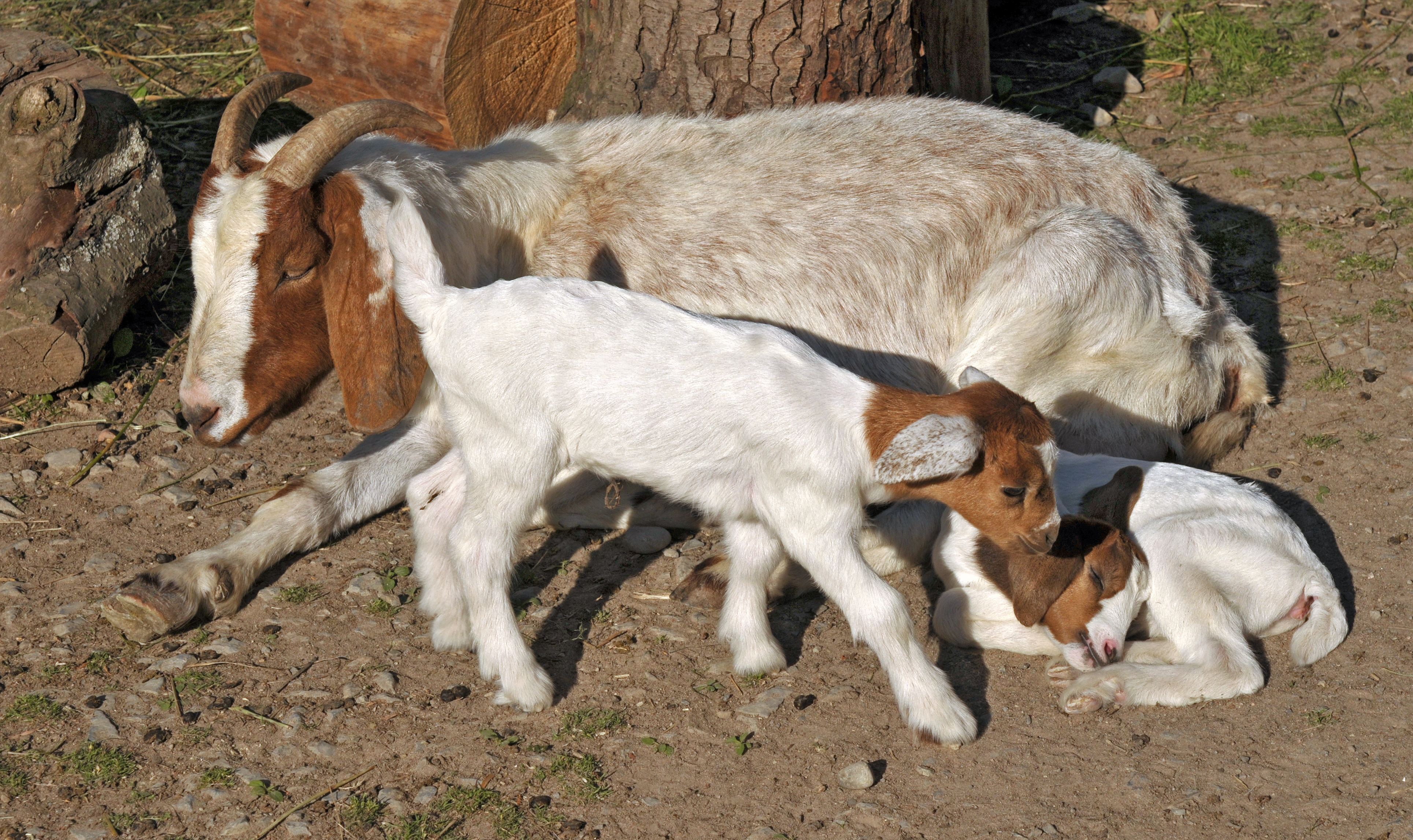
Chèvre femelle et ses petits.

La chèvre Boer est essentielle en croisement puisqu'elle est la principale race de boucherie de type paternel, c'est-à-dire que la Boer est une race terminale. Elle a une conformation bouchère excellente et un gain de poids quotidien élevé. Son potentiel est immense pour l'industrie caprine. Le GMQ des jeunes avoisine 300 grammes par jour. Pour un poids de naissance de 4 à 5 kilogrammes, le chevreau atteint 12-13 kilogrammes au sevrage à 50 jours et 30 à 35 kilogrammes à 4 mois.
La chèvre Boer a été importée en Amérique du Nord pour la même raison que le bovin de race Charolais l'a été : pour la boucherie. La chèvre Boer est vraiment une chèvre de boucherie qui a été développée pour la qualité de sa carcasse. La Boer a eu un grand impact sur le développement de l'industrie de la chèvre de boucherie au Canada et aux États-Unis. Devant la croissance rapide de l'industrie caprine de boucherie, la génétique Boer est un choix incontournable en croisement terminal. Étant donné que la Boer est une race terminale, il s'avère essentiel que les éleveurs-sélectionneurs de race pure mettent l'emphase sur des paramètres de sélection ayant une incidence sur le rendement des carcasses des chevreaux plutôt que sur la productivité des femelles Boer.
Par conséquent, la croissance à 100 jours, la conversion alimentaire, l'épaisseur de gras et de muscle, et la conformation corporelle devraient être privilégiés afin d'obtenir une amélioration génétique marquée.